# شوکران آبی غربی
شوکران آبی غربی (نام علمی: Cicuta douglasii) نام یک گونه از سرده شوکران آبی است.